# Een mens van goede wil
Een mens van goede wil is een roman uit 1936 van de Vlaamse schrijver Gerard Walschap. Het boek werd verfilmd tot een achtdelige serie, die in 1973 en 1974 door de BRT en de AVRO werd uitgezonden.

## Synopsis
De protagonist Thijs Glorieus is boerenknecht op de Walhoeve en erg begaan met het onrecht dat hij om zich heen ziet. Als ordonnans van een kapitein valt hem de neergang in moreel gezag van de betere stand op. Hij trouwt met het zwakbegaafde meisje Let en probeert in de stad een leven op te bouwen. Later keert hij terug naar zijn geboortedorp waar hij een invloedrijk man wordt. 

## Tv-serie
Voor de televisieserie werd een scenario geschreven door Nel Bakker en John van de Rest werd als regisseur aangesteld. De muziek werd verzorgd door het BRT TV Orkest onder leiding van Francis Bay.
Rolverdeling
- Hugo Metsers als Thijs Glorieus
- Han Bentz van den Berg als kapitein
- Josine van Dalsum als Let
- Kitty Courbois als Rosa
- Frederik de Groot als Maurice
- Liane Saalborn als Madame
- Daan van de Durfel als Paul
- Karin Kilia als Corinne
- Hannie Vree als Alice
- Nele Vandendriessche als Marie
- Tom Jansen als vrijer
- Eddy Spruyt als vrijer
- Andrea Domburg als Dina
- Ward De Ravet als Do
- Jan Pauwels als Joris
- Jo De Meyere als Karel
- Johan te Slaa als boer